# Tarbes

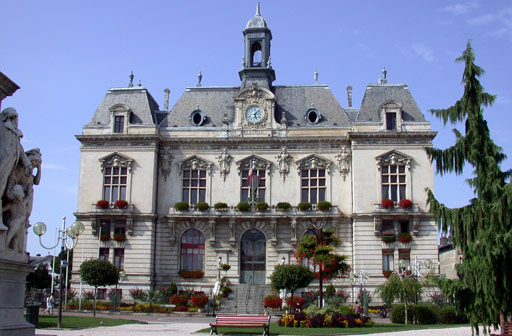
Siedziba mera.

Tarbes (wymowaⓘ) – miejscowość i gmina we Francji, w regionie Oksytania, w departamencie Pireneje Wysokie.
Według danych na rok 2007 gminę zamieszkiwało 46 959 osób, a gęstość zaludnienia wynosiła 3063 osoby/km² (wśród 3020 gmin regionu Midi-Pyrénées Tarbes plasuje się na 3. miejscu pod względem liczby ludności, natomiast pod względem powierzchni na 749. miejscu). Od IV wieku miasto jest siedzibą biskupów katolickich.

## Demografia
| Rok  | Populacja | Rok  | Populacja | Rok  | Populacja | Rok  | Populacja |
| 1793 | 6 213     | 1800 | 6 777     | 1806 | 7 934     | 1821 | 8 035     |
| 1831 | 9 706     | 1836 | 12 630    | 1841 | 12 425    | 1846 | 13 321    |
| 1851 | 14 004    | 1856 | 14 743    | 1861 | 14 768    | 1866 | 14 658    |
| 1872 | 18 555    | 1876 | 21 293    | 1881 | 23 273    | 1886 | 25 146    |
| 1891 | 25 087    | 1896 | 24 197    | 1901 | 26 055    | 1906 | 25 869    |
| 1911 | 28 615    | 1921 | 26 535    | 1926 | 29 856    | 1931 | 32 374    |
| 1936 | 34 749    | 1946 | 44 854    | 1954 | 40 242    | 1962 | 46 600    |
| 1968 | 55 375    | 1975 | 54 897    | 1982 | 51 422    | 1990 | 47 566    |
| 1999 | 46 275    | 2007 | 46 959    |      |           |      |           |

Źródło: Cassini i INSEE

## Osoby związane z Tarbes
- Jules Laforgue – poeta
- Ferdinand Foch – marszałek Francji, Polski i Wielkiej Brytanii
- Nicolas Lopez – szermierz i szablista
- Christophe Dupouey – kolarz górski i przełajowy
- Mathieu Crepel – snowboardzista
- Comte de Lautréamont – poeta

## Miasta partnerskie
- Huesca od 7 maja 1964
- Altenkirchen (Westerwald) od czerwca 1972